# Кбальспеан
Кбальспеан (кхмер. ក្បាលស្ពាន — kbaːl spien, букв. «главный мост») — вырезанные на камнях русла реки Кбаль Спиен божества. Относится к ангкорскому периоду. Расположен на юго-западных склонах горного массива Кулен, в Камбодже, 25 км от главного комплекса Ангкор-Ват. Другие известные названия: «Долина тысячи Линг», «Тропа к реке Кбаль Спиен».
Строительство Кбаль Спиен было начато Королём Сурьяварманом I и позже закончено королём Удаядитьяварманом II.
Божества как бы появляются из воды, символизирующей жидкий первичный хаос, из которого благодаря божественному провидению и вмешательства возникли все формы жизни.
3 основных мотива каменных резных фигурок, когда-то вырезаных отшельниками: несметные числа линг, которые покрывают поверхность скалы; линга в йогини и различные индусские мифологические мотивы, включая описания богов и животных.
Как полагали кхмеры, линги оплодотворяли и очищали воду Восточного Барая и орошали собою рисовые поля.